# Jiang Jing
Jiang Jing, född 23 oktober 1985, är en friidrottare från Kina. Han deltog vid olympiska sommarspelen 2004.